# Tarapacá (distrito electoral)
El distrito electoral de Tarapacá fue un distrito electoral de la Cámara de Diputados de Chile. Creado en 1884 junto con el departamento del mismo nombre, con la reforma electoral de 1890 pasó a formar parte de la agrupación departamental de Tarapacá y Pisagua.

## Composición
El distrito comprendía la totalidad del departamento homónimo, que, junto con el departamento de Pisagua, conformaban la provincia de Tarapacá.

## Historia
El territorio de la antigua provincia peruana de Tarapacá, que había sido  ganado por Chile en la Guerra del Pacífico, fue organizado con la ley del 31 de octubre de 1888 que creó las provincia chilena de Tarapacá y los departamentos de Tarapacá y Pisagua. La misma ley asignó al primer departamento dos diputados y al segundo, uno. Con la reforma electoral de 1890 que creó las agrupaciones departamentales, ambos departamentos fueron agrupados en una nueva agrupación departamental que, inicialmente, elegía dos diputados.

### Historia política
Durante su corta existencia, el distrito eligió dos diputados y concurrió a dos elecciones. En 1885 fueron elegidos el radical Francisco Gandarillas y el liberal Antonio Valdés Cuevas. En 1888, los liberales ganaron ambos escaños, siendo elegidos Ramón Larraín y Gaspar Toro.

## Diputados
| Elección | Diputado | Diputado              | Diputado | Diputado | Diputado                   | Diputado |
| -------- | -------- | --------------------- | -------- | -------- | -------------------------- | -------- |
| 1885     |          | Antonio Valdés Cuevas | Liberal  |          | Francisco Gandarillas Luco | Radical  |
| 1888     |          | Ramón Larraín         | Liberal  |          | Gaspar Toro                | Liberal  |